# Michael Balint
Pour les articles homonymes, voir Balint.
Michael Balint, né le 3 décembre 1896 à Budapest, et mort à Londres le 31 décembre 1970, est un psychiatre et psychanalyste britannique d'origine hongroise. Il est particulièrement connu pour sa théorisation d'un dispositif de formation continue des médecins, élargi ensuite à d'autres professionnels de la santé ou de l'éducation, les groupes Balint.

## Les années hongroises
Mihály Bergsmann naît dans la rue Baross, dans le quartier de Józsefváros du 8e arrondissement de Budapest, fils d'Ignác Bergsmann, médecin généraliste dans une banlieue de la ville et de Margit Maria Bianca Berger, fille d'un boucher en gros. Les familles de ses deux parents sont des juifs d'origine allemande installées en Hongrie depuis plusieurs générations. Sa sœur cadette, Emmi, devient mathématicienne. Il fait des études secondaires brillantes puis étudie la médecine à l'université de Budapest. Durant la Première Guerre mondiale, il est mobilisé, sur le front russe puis dans les Dolomites italiennes mais, blessé à la main vers 1916, il rentre à Budapest. Il obtient son diplôme de médecin en 1920. Durant cette même période de la deuxième moitié des années 1910, Balint adopte un patronyme hongrois, comme beaucoup d'intellectuels et artistes hongrois de son époque, malgré le désaccord de son père. Il choisit pour nom de famille le prénom hongrois « Bálint », d'origine latine, qui correspond au prénom français « Valentin ». Il choisit également de devenir unitarien sans pour autant pratiquer cette religion.
Michael Balint est introduit à la psychanalyse par sa future épouse Alice Balint (1898-1939), fille de Vilma Kovács, l'une des premières psychanalystes hongroises et l'élève de Sándor Ferenczi. Alice, alors étudiante en mathématiques à l'université de Budapest est tout comme la future psychanalyste Margaret Mahler, une ancienne camarade de classe d'Emmi Bergsmann, la sœur de Balint. C'est Alice qui lui fait lire Totem et tabou, en 1918, puis Balint est l'un des signataires en janvier 1919 d'une pétition demandant un enseignement de psychanalyse à l'université, charge qui sera confiée à Sándor Ferenczi. Il suit l'enseignement universitaire de Ferenczi durant cette même année, et les travaux pratiques qui les accompagnent, dirigés par Sándor Radó, et assiste aux présentations cliniques d'István Hollós. La fin de la République des conseils de Hongrie et l'instauration du régime autoritaire et ouvertement antisémite de Miklós Horthy s'accompagne de la révocation de Ferenczi et de l'instauration d'un numerus clausus pour les étudiants juifs. De nombreux intellectuels hongrois se décident à émigrer. Michael et Alice Balint qui se sont mariés sans doute en 1921 choisissent de s'exiler à Berlin, où ils pourront bénéficier de la formation au sein de l'Institut psychanalytique récemment créé. Leur séjour dure quatre ans, durant lesquelles ils côtoient plusieurs Hongrois exilés, notamment Melanie Klein. Michael Balint travaille dans le laboratoire de médecine clinique puis comme biochimiste à l'hôpital de la Charité tout en préparant un doctorat en sciences qu'il obtient à l'université de Berlin en 1924. Il suit parallèlement la formation de l'Institut psychanalytique de Berlin, où il fait une analyse didactique avec Hanns Sachs durant deux ans, tandis qu'il commence à suivre des patients en cures supervisées. Il est reçu membre de la Société psychanalytique de Berlin en 1924, après un exposé intitulé « Perversion ou symptôme hystérique ». 
Le couple Balint rentre à Budapest, en 1924. Michael Balint s'installe comme médecin, tout en faisant une analyse avec Ferenczi. Son fils John naît en 1925. Il est admis à l'Association psychanalytique hongroise en 1925 comme membre, puis en tant qu'analyste formateur. Michael Balint est, selon André Haynal, « le continuateur de Ferenczi », tant sur le plan théorique que clinique et, après le décès de celui-ci, il dirige à son tour la policlinique psychanalytique fondée par Ferenczi en 1931, au no 12 de la rue Mészáros, d'abord comme intérimaire, durant la maladie de Ferenczi, puis comme directeur de 1933 à son départ pour l'Angleterre en 1939, obtenant dans cette perspective en 1936 le diplôme de neuropsychiatrie exigé par l'administration. Cette clinique accueille également des séminaires et des conférences, auxquels assistent Vilma Kovács, Géza Róheim, Imre Hermann, Edith Gyömrői, István Hollós, Kata Levy ou Lilly Hajdu. Balint ouvre également un séminaire pour médecins. Michael et Alice Balint mènent souvent des recherches conjointes.

## L'exil en Angleterre
Après l'Anschluss, les circonstances politiques menaçantes et l'antisémitisme en vigueur en Hongrie font peser des risques sur les analystes hongrois. István Hollós, président de l'association psychanalytique hongroise saisit l'Association psychanalytique internationale, puis John Rickman, membre de la Société britannique de psychanalyse, vient à Budapest, pour tenter de convaincre ses collègues hongrois de prendre le chemin de l'exil. Une réunion se tient au domicile de Géza Róheim à Pâques 1938. Alice Balint et leur fils quittent la Hongrie en janvier 1939, Michael Balint les rejoint en février 1939, emportant les manuscrits et la correspondance de Ferenczi, essentiellement le Journal clinique, les « Notes et fragments », et les lettres de Freud à Ferenczi. Les Balint s'exilent cette fois-ci en Angleterre, où John Rickman a invité Balint, en dépit des réserves d'Ernest Jones à cet égard. À défaut de pouvoir résider à Londres, ils s'installent à Manchester. Balint doit faire reconnaître son diplôme de médecin et choisit finalement de passer les examens de la faculté de médecine d'Édimbourg, il commence un exercice d'analyste à Manchester, durant lequel il analyse Esther Bick et Betty Joseph. Michael et Alice Balint travaillent ensemble à un texte intitulé « Transfert et contre-transfert », mais Alice meurt soudainement le 29 août 1939, d'une rupture d'anévrisme. 
Pendant la guerre, il donne des cours à l'université et reprend une activité de psychanalyste ; il dirige le centre de guidance infantile de North East Lancaster et de Preston. Il participe régulièrement aux réunions de la Société britannique de psychanalyse à Londres, malgré la complexité des déplacements du fait de l'éloignement, mais aussi à cause de son statut de citoyen d'un pays en guerre. Il sort du relatif isolement qu'il a connu depuis son arrivée, sur le plan psychanalytique, durant les controverses scientifiques entre Anna Freud et Melanie Klein qui déchirent la Société britannique de psychanalyse de 1941 à 1945. Avec Edward Glover et John Rickman, il s'efforce de promouvoir une solution de sortie de crise tout en conservant de bonnes relations avec chacun des camps antagonistes, et devient une personnalité de premier plan de la Société, favorisant, avec Donald Winnicott et Masud Khan, l'émergence du Groupe des Indépendants, dont il est un membre important. 
Il obtient en 1944 une équivalence de son diplôme de médecin à l'université d'Édimbourg, qui lui permet d'exercer en Angleterre. Il s'est également remarié, en juillet 1944, avec une psychologue dont il a dirigé l'analyse didactique, Edna Oakschott. Il reprend des études et présente en 1948 un mémoire de master de psychologie génétique à l'université de Manchester, sans doute dans la perspective d'obtenir un poste universitaire.

## Reconnaissance institutionnelle et scientifique
Michael Balint s'installe définitivement à Londres en 1945. Il s'est séparé de son épouse cette même année, et il obtient la nationalité britannique en 1947. Il présente sa première contribution importante à la société psychanalytique en 1947, publiée sous l'intitulé « À propos du système de formation analytique », en 1948 et fait des suggestions pour la formation, demandant notamment que le candidat à la formation puisse choisir entre plusieurs didacticiens celui avec qui il souhaite travailler, ou proposant un renouvellement annuel du comité de formation. Il est lui-même élu au comité de formation de la société. Il participe au séminaire sur le groupe animé par Wilfred Bion et John Rickman.
La société britannique reprend contact avec l'Association psychanalytique hongroise dès décembre 1945, et Michael Balint se rend sur place en 1948. Il apprend ainsi que ses parents se sont suicidés pour échapper à la déportation. Il s'attache à faire reconnaître les travaux de ses collègues hongrois.
Il travaille comme psychiatre consultant à la Tavistock Clinic de 1950 jusqu'à sa retraite en 1960. C'est dans ce cadre qu'il propose en 1952 le premier « groupe Balint », intitulé alors « Training cum Research ». Il fait la connaissance d'Enid Flora Albu qu'il épouse en janvier 1953 et avec qui il collabore étroitement sur le plan théorique et professionnel. Ils fondent ensemble, au sein de la Tavistock, un séminaire destiné aux travailleurs sociaux en 1948 puis mettent en place une activité de conseil conjugal destinée aux couples. Il publie cette même année Amour primaire et technique psychanalytique où il réunit des articles écrits de 1930 à 1951, et il critique la théorisation freudienne du narcissisme primaire, estimant quant à lui que les relations d'objet s'établissent de façon très précoce dans la vie du sujet. Il souligne particulièrement l'importance de la relation mère-enfant qu'il relie à la capacité ultérieure du sujet à établir des relations d'objet. En 1959, il publie Les Voies de la régression, puis en 1968, Le Défaut fondamental. Aspects thérapeutiques de la régression. Il publie dans l'International Journal of Psychoanalysis un article consacré au trauma, « Trauma et relation d'objet », dans lequel il s'intéresse à la structure même du trauma et à son origine. Enfin, ses réflexions sur les difficultés rencontrées par les médecins généralistes dans leur relation avec leurs patients aboutissent à la publication de son ouvrage Le médecin, son malade et la maladie, en 1960.
Il poursuit des activités d'enseignement à l'université, notamment comme professeur attaché à l'université de Cincinnati, où il est nommé conjointement avec Enid Balint en 1957, et à l'University College Hospital de Londres,. Il dirige la collection « Mind and Medicine Monographs » de la Tavistock. Il exerce des responsabilités institutionnelles à la Société britannique de psychanalyse, d'abord comme  secrétaire scientifique de 1951 à 1953, puis comme président en 1968. Il est élu président de la section médicale de la British Psychological Society en 1957. Il meurt le 31 décembre 1970 des suites d'un infarctus.

## Les groupes Balint
Michael Balint et Enid Balint ont institué le dispositif original de séminaire de supervision et de réflexion, connu comme « groupe Balint ». Destiné aux médecins généralistes, le travail a pour visée de les aider à penser la relation d'aide avec leurs patients. Ce dispositif a une double origine, s'inspirant du case-work utilisé dans le travail social et du setting psychanalytique. La pratique Balint s'est ensuite élargie à d'autres professionnels du soin et de la relation, dans une perspective de régulation.

## Théorisations originales
- Définition de trois zones de l'appareil psychique :
  - la zone œdipienne où la thérapie peut s'engager sur le plan verbal ;
  - la zone du « défaut fondamental »[41], dans laquelle la thérapie se fait également selon des modalités non-verbales, autorisant en quelque sorte la régression à visée thérapeutique du patient,
  - la zone de la création, où selon Balint, le patient est seul.
- Conceptualisation de deux attitudes à l'égard des objets : l'ocnophilie et le philobatisme. Alors que l'« ocnophile » est dépendant des objets,  le « philobate » est indépendant des objets[42]. Cette conceptualisation est susceptible d'avoir un sens en « lien avec la problématique de l’exil […] au “choix” de rester au pays ou au désir d’exil »[23].

## Publications (sélection)
- Amour primaire et technique psychanalytique, Payot, 2001  (ISBN 2228893943)
- Le Médecin, son malade et la maladie, Payot, 2003  (ISBN 2228890472)
- Techniques psychothérapeutiques en médecine, Payot, coll. « Petite Bibliothèque Payot », 2006  (ISBN 2228901350)
- La psychothérapie focale, 1975, Édition : Payot,  (ISBN 2228218405)
- Les voies de la régression, Payot, coll. « Petite Bibliothèque Payot », 2000  (ISBN 2228893196)
- Le défaut fondamental, Payot, coll. « Petite Bibliothèque Payot », 2006  (ISBN 2228883395)
- Pédiatrie et psychothérapie (inédit) in Psychothérapies, Genève, éd. Méd/H, vol. 22, 2002, no 2.
- Sexe et société. Essais sur le plaisirs et la frustration, Payot, 2011  (ISBN 222890614X)